# Dogalijský obelisk
Dogalijský obelisk (italsky: Obelisco di Dogali) je jeden ze třinácti obelisků převezených do Říma v antice. Stojí na via delle Terme di Diocleziano.
Jeho výška s podstavcem a stélou je 6,34 metrů a je vyroben z červené žuly. Původně byl vztyčen za vlády Ramesse II. v Iunu (řecky Héliopolis) v Egyptě před Reovým chrámem, což dokládá hieroglyfický nápis na obelisku s kartuší Ramesse II.
Do Říma jej přivezl Domitianus, a byl umístěn u chrámu Isidy na Martově poli (Iseo Campense), podobně jako další obelisky. 
Byl nalezen roku 1883 archeologem Lancianim pod kostelem Santa Maria sopra Minerva a vztyčen roku 1887 na popud krále Umberta I. architektem Azzurrim před nádražím Termini na památku padlých v bitvě u Dogali (Eritrea). Roku 1925 byl přesunut do zahrad u Diokleciánových lázní.